# مکابره جبل (روستا)
 مکابره جبل  به عربی ( مکابرة الجبل )، روستایی است در دهستان المقاطر از توابع استان شبوه در کشور یمن در شبه جزیره عربستان.

## جمعیت
جمعیت آن ( ۱۲۳) نفر (۹ خانوار) می‌باشد.